# Limnophila subcostata
Limnophila subcostata là một loài ruồi trong họ Limoniidae. Chúng phân bố ở miền Tân bắc.